# Osojnica
Osojnica (Duits: Ossoinitz) is een plaats in Slovenië en maakt deel uit van de gemeente Žiri in de NUTS-3-regio Gorenjska. De plaats telde 32 inwoners op 1 januari 2020.

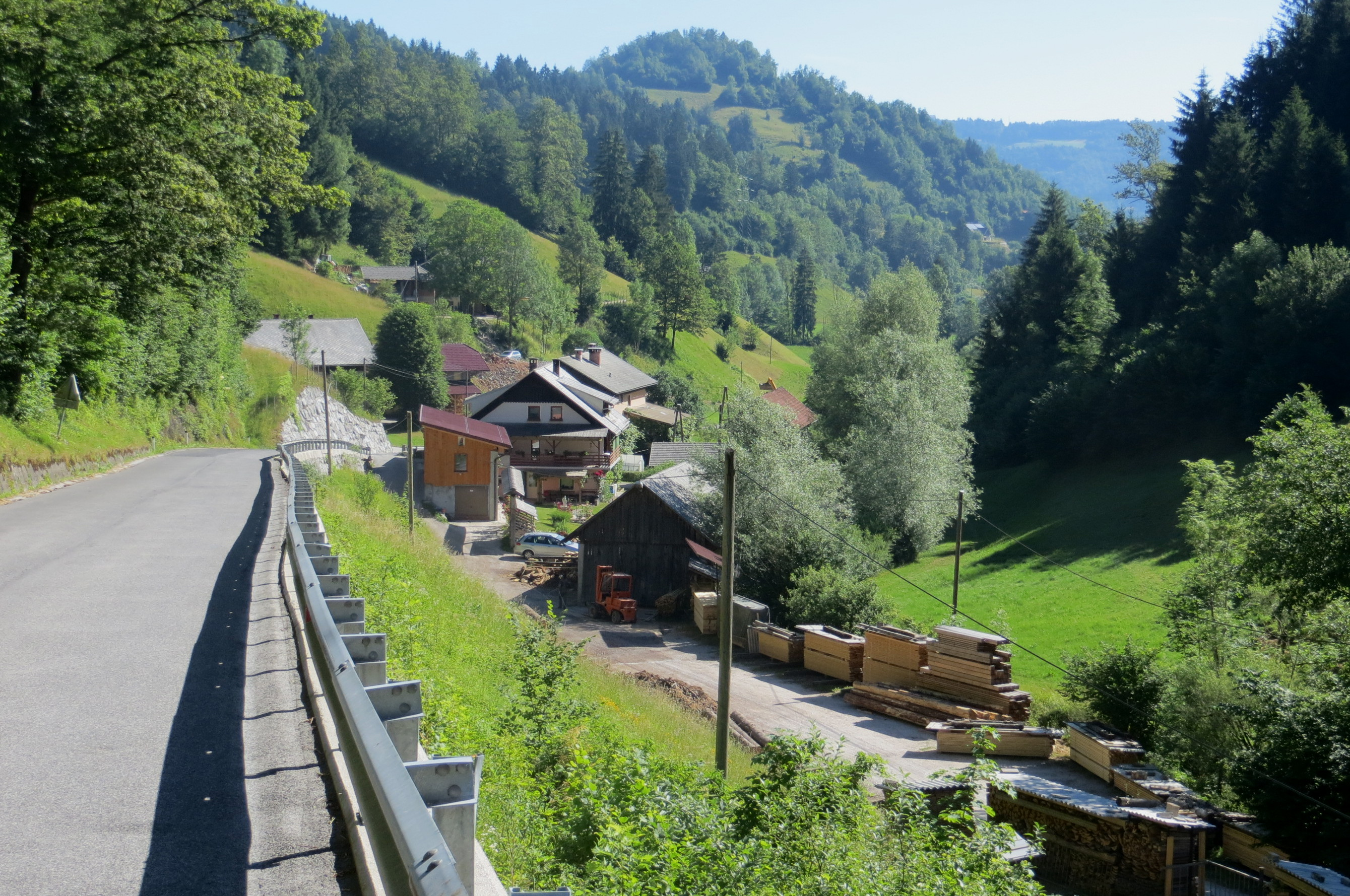
Dorpsaanzicht